# 特里休基
49°57′54″N 25°5′10″E / 49.96500°N 25.08611°E
特里休基（烏克蘭語：Тріщуки），是烏克蘭西部的村莊，隸屬利維夫州的佐洛奇夫區。該村始建於600年，面積0.1平方公里，海拔高度268米，2001年該村落人口226。